# 인도-파르티아 왕국
인도-파르티아 왕국(Indo-Parthian Kingdom)은 곤도파레스에 의해 세워진 파르티아계 왕국으로 서기 19년부터 서기 226년까지 존재했다. 전성기에는 이란 동부의 일부, 아프가니스탄의 여러 지역과 인도 아대륙의 북서쪽 지역(오늘날 파키스탄의 대부분과 인도 북서부의 일부)을 지배했다. 그 통치자들은 수렌가의 일원이었을지도 모르고, 그 왕국은 심지어 일부 저자들에 의해 수렌 왕국이라고 불리기도 했다.
이 왕국은 19/20년에 드랑기아나(사카스탄) 곤도파레스 총독이 파르티아 제국으로부터 독립을 선언하면서 건국되었다. 그는 나중에 동쪽으로 원정을 가서 인도-스키타이와 인도-그리스 왕국의 영토를 정복했고, 그의 왕국을 제국으로 변화시켰다. 인도-파르티아의 영토는 1세기 후반 쿠샨족의 침입 이후 크게 줄어들었다. 이들은 224/5년 사산 제국에 의해 정복될 때까지 사카스탄의 지배권을 유지했다. 발루치스탄의 인도-파르티아 왕조인 파라타라자스는 서기 262년경 사산 제국의 손아귀에 떨어졌다.
인도-파르티아인들은 파키스탄 마르단에 불교 승원 타흐트-이-바이(유네스코 세계문화유산)를 건립한 것으로 유명하다.

## 역사

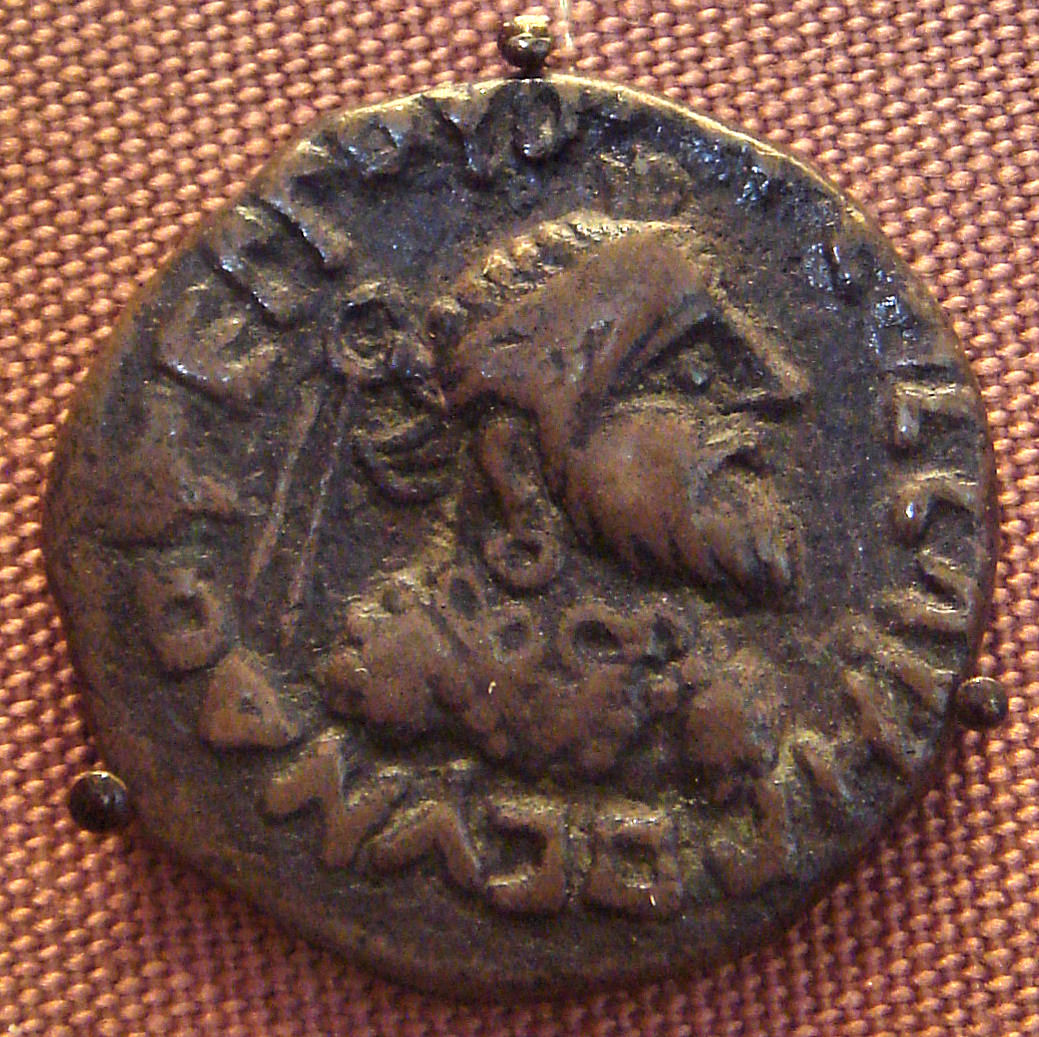
인도 파르티아 왕국의 창시자인 곤도파레스의 초상화. 그는 머리띠, 귀걸이, 목걸이, 둥근 장식의 크로스오버 재킷을 착용하였다.

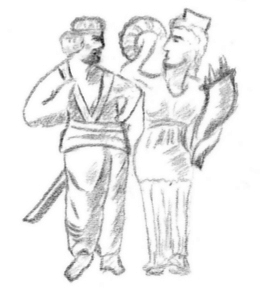
아브다가세스 왕의 동전 뒷면에 그리스 여신 티케가 아브다가세스에게 왕관을 씌우고 있다.

곤도파레스 1세는 원래 오늘날 시스탄의 통치자로서 아마도 아프라카라자스의 가신 또는 친척일 것으로 추정된다. 그는 시스탄의 이전 파르티아 총독들, 예를 들어 치루케스나 탄리스마이다테스를 대체했을 수도 있다. 이 파르티아 사트라프들은 미트리다테스 2세(기원전 124–88)가 사카스탄의 사카족을 정복했을 때부터 사카스탄 지역을 지배하고 있었다. 기원전 20-10년경, 아제스의 사후에 곤도파레스는 이전 인도-스키타이 왕국에서 정복 활동을 벌였다. 곤도파레스는 아라코시아, 사카스탄, 신드, 펀자브, 카불 계곡으로 구성된 지역의 통치자가 되었지만 그가 펀자브 동부 너머의 영토를 차지한 것처럼 보이지는 않는다. 곤도파레스는 자신을 "왕중왕"이라고 불렀는데, 이것은 그의 경우 인도-파르티아 제국이 느슨한 틀일 뿐이라는 것을 정확하게 반영하는 파르티아의 칭호이다: 많은 소규모 왕조들은 곤도파레스와 그의 후계자들에 대한 복종을 대가로, 인도-파르티아 시대 동안 확실히 그들의 위치를 유지했다. 이 소규모 왕조들은 아제 동전을 모방한 익명의 스키타이인들뿐만 아니라, 아프라카라자스 그들 자신, 자이오니소스, 라주불라와 같은 인도-스키타이 사트라프들을 포함했다. 카하라타는 또한 곤도파레스의 영토 바로 밖에서, 구자라트에서도 영향력을 행사했다.

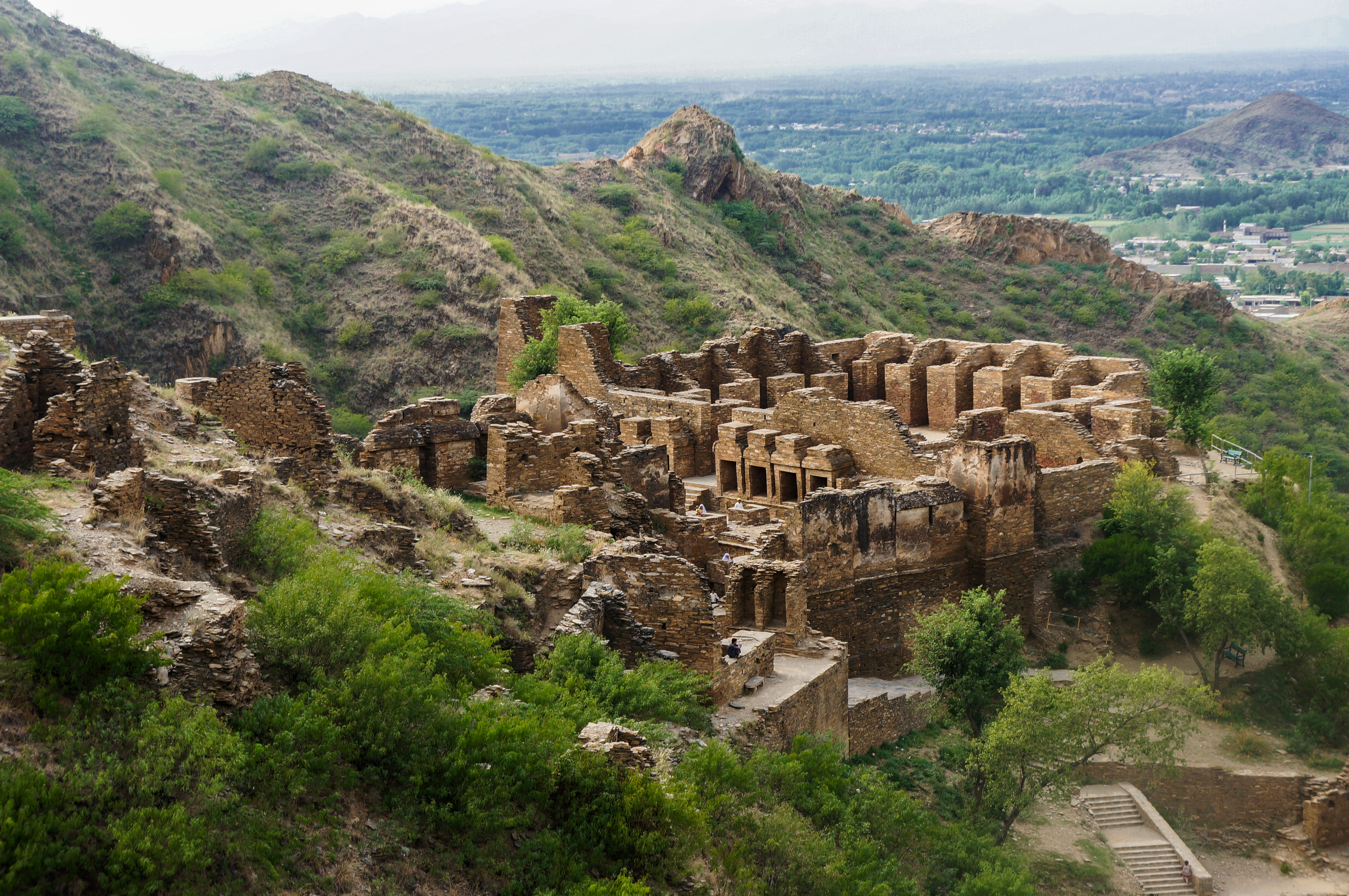
인도-파르티아가 건설한 고대 불교 수도원 타크티-바히(유네스코 세계 문화 유산)

곤도파레스 1세의 죽음 이후 제국은 분열되기 시작했다. 곤도파레스 1세의 아들인 사르페도네스가 곤도파레스 2세로 즉위해 자신이 후계자라 주장했지만 사르페도네스의 통치는 흔들렸고 그는 아프가니스탄 남부의 신드, 펀자브 동부 및 아라코시아에서 조각난 주화를 발행했다. 가장 중요한 후계자는 곤도파레스의 조카인 아브다가세스(Abdagases)로 펀자브와 아마도 사카스탄의 고향에서 통치했다. 사르페도네스의 짧은 통치 이후, 오타그네스가 곤도파레스 3세 가다나로 즉위해 사르페도네스의 자리를 계승한 것으로 추측된다. 오르타그네스는 서기 1세기 동안 아브다가세스와 함께 사카스탄과 아라코시아 대부분을 통치했으며 그의 아들 우보자네스가 오르타그네스의 자리를 계승했다. 서기 20년 이후, 아프라카라자의 통치자 아스파바르마의 조카인 사세스라는 왕이 아브다가세스의 영토를 점령하고 곤도파레스 4세 사세스가 되었는데, 타크티-바히 비문에 언급된 곤도파레스는 이 사람을 말한다.
그 밖에 소왕들도 있었는데, 사나바레스는 스스로를 왕중왕이라 칭한 시스탄의 일시적인 찬탈자였고, 신드의 아가타라는 통치자, 사타바스트레스라고 불리는 또 다른 통치자, 아르사케스 왕의 형제라고 주장하는 익명의 제후가 있었는데, 그의 경우 파르티아의 실제 지배 왕조의 일원이었다.
그러나 인도-파르티아인들은 곤도파레스 1세의 지위를 회복하지 못했고, 서기 1세기 중반부터 쿠줄라 카드피세스 아래의 쿠샨 제국에게 왕국의 북부 인도 지역을 흡수당하기 시작하였다.
그럼에도 인도-파르티아인들은 투란과 사카스탄에 대한 통제권을 유지했는데, 그들은 서기 230년경 사산 제국에 의해 파르티아 제국이 멸망할 때까지 지배했다. 파하레스 1세(160-230 AD)는 인도-파르티아 왕국의 분할 이후 투란의 통치자였다. 사카스탄 왕국은 사나바레스 2세(160-175 AD)라는 이름의 두 번째 왕에 의해 통치되었다. 투란과 사카스탄 왕국은 그들이 서기 230년경 사산 제국의 통치자 아르다시르 1세에게 항복하면서 끝났다. 이 사건들은 알타바리에 의해 기록되었고, 고르에 있는 아르다시르로 사절들이 도착한 것을 묘사했다:
"그런 다음 그 [아르다시르]는 사와드에서 이스타크르로, 거기서 먼저 사기스탄으로, 그다음 구르간으로, 그리고 아브라사르, 메르브, 발흐, 화레즘으로 호라산 지방의 가장 먼 경계까지 행군한 다음 다시 메르브로 돌아왔다. 그는 많은 사람들을 죽이고 그들의 머리를 아나헤드의 배화신전으로 보낸 그는 메르브에서 파스로 돌아와 고르에 정착했다. 그러자 쿠샨 왕과 투란 왕, 모크란 왕의 사신이 항복 선언문을 가지고 그에게 왔다."— 알타바리

## 고고학적 사료

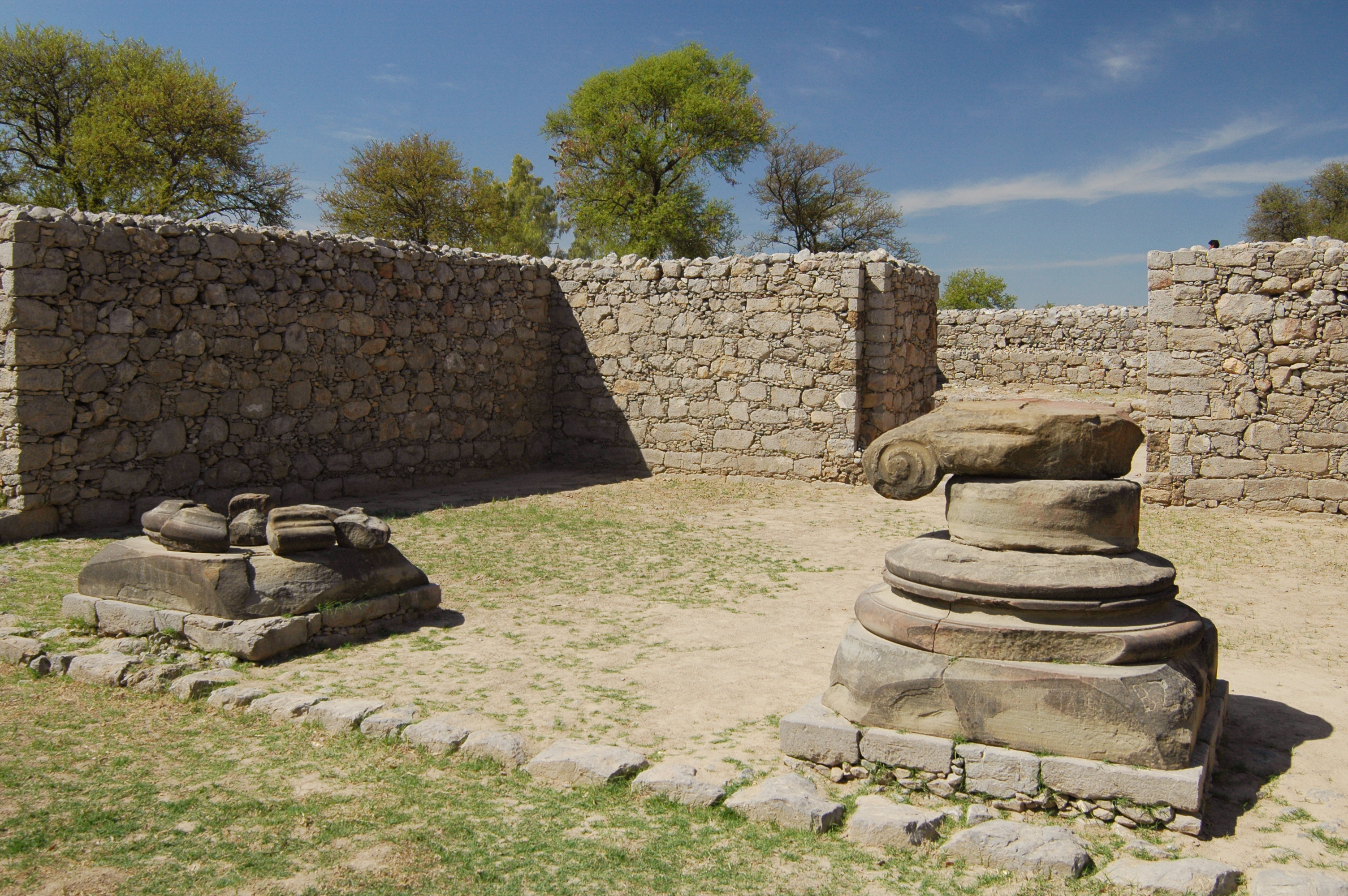
탁실라 잔디알의 이오니아 기둥이 있는 헬레니즘 사원은 일반적으로 인도 파르티아인 시대의 조로아스터교 신전으로 추측된다.

탁실라는 인도 파르티아인의 수도로 추측된다. 많은 파르티아 양식의 유물과 함께 존 마르샬이 큰 지층을 발굴했다. 잔디알의 근처 사원은 일반적으로 인도-파르티아 시대의 조로아스터교 신전으로 추측된다.
고대 문헌 중에는 인도의 구드나파르(곤도파레스로 추정) 왕의 궁정에서 일할 목수로 고용된 사도 토마스의 이야기와 같이 이 지역에 인도-파르티아인들이 존재했다고 묘사되어 있다. 토마스 행전은 17장에서 토마스가 인도 북부의 구드나파르 왕을 방문하는 것을 묘사하고 있고, 2장과 3장에서는 토마스가 인도 서쪽 해안으로 연결하는 해상 항해를 시작하는 것으로 묘사하고 있다.
시니어가 지적했듯이, 이 구드나파르는 보통 곤도파레스 1세와 동일시되어 왔으며, 이 곤도파레스는 기독교가 등장한 이후부터 연대가 측정되었지만, 이 추정에 대한 증거는 없으며, 시니어의 연구에 따르면 곤도파레스 1세가 서기 1년 이전에도 연대가 측정될 수 있었다. 만약 이 기록이 역사적인 것이라도 한다면, 사도 토마스는 같은 칭호를 가진 후대 왕들 중 한 명과 마주쳤을 수도 있다.

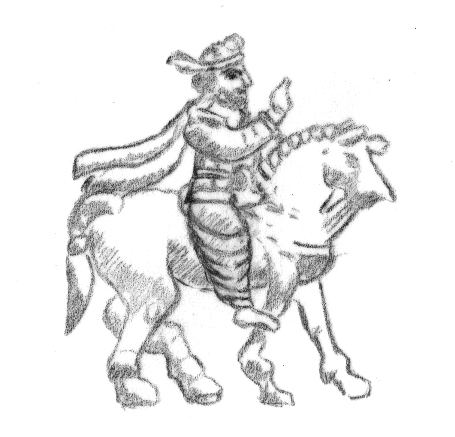
말에 탄 곤도파레스를 묘사한 주화. 짧은 재킷과 헐렁한 바지를 입었다.

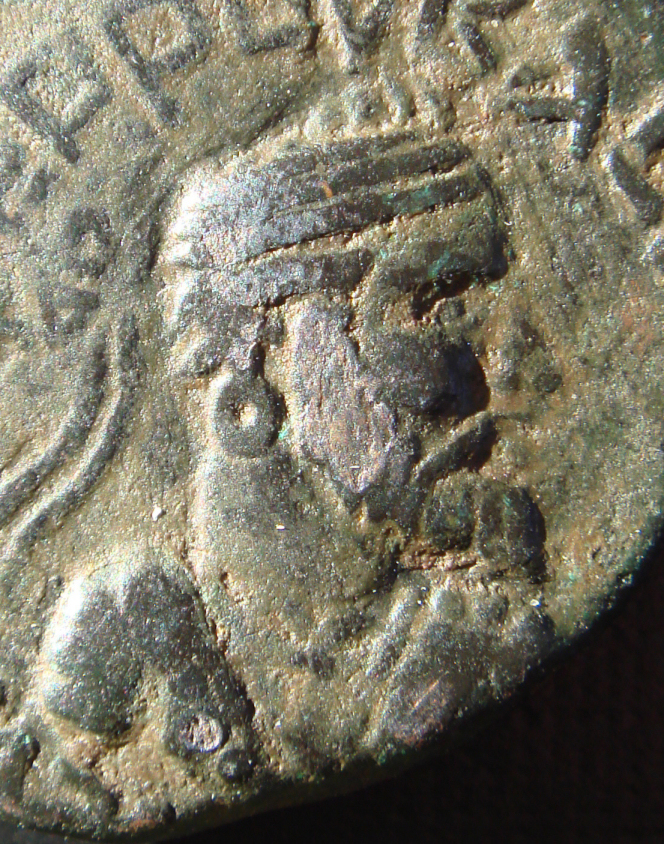
동전에 묘사된 곤도파레스의 초상화.

필라스트라투스가 쓴 <티아나의 아폴로니오스의 생애>에서 그리스 철학자 티아나의 아폴로니오스는 인도를 방문했으며 특히 서기 46년경에 탁실라를 방문했다. 그는 그리스 양식의 건축물이 있는 시르캅을 묘사하고, 그곳에 있는 인도-파르티아 탁실라의 왕 프라오테스가 그의 아버지의 궁정에서 그리스어 교육을 받고 유창한 그리스어를 말했다고 설명하였다.
"왕이시여, 어떻게 그리스어에 능통하게 되었으며, 이곳에서 얻은 모든 철학적 성취는 어디에서 비롯된 것입니까?"
[...]-"내 아버지는 그리스어 교육을 받은 후, 아마도 너무 이른 나이에 나를 현자들에게 데려왔을 것이다. 그 당시 나는 열두 살에 불과했지만, 현자들은 날 친아들처럼 키웠다. 왜냐하면 그들은 그리스어를 안다는 것을 인정하는 사람은 그의 기질이 비슷하기 때문에 이미 자신들에게 속한다고 생각했기 때문이다."라고 대답했다.

아라비아해를 항해하는데 일반적으로 사용되는 경로를 묘사한 1세기 가이드북인 에리트라해의 페리플러스는 이전 인도-스키타이인들의 통치로 인해 그 당시 전통적으로 "스키티아"로 알려진 신드 지역에서 서로 싸우고 있는 파르티아 왕들의 존재를 묘사한다.
"이 강(인더스강)에는 일곱 개의 하구가 있는데, 수심이 매우 얕고 습지여서 중간에 있는 하구를 제외하고는 항해할 수 없으며, 그 해안가에는 시장 도시인 바바리쿰이 있다. 그 앞에는 작은 섬이 있고, 그 뒤 내륙에는 스키타이 대도시인 미나가라가 있는데, 이곳은 끊임없이 서로를 몰아내는 파르티아 제후들의 지배를 받고 있다."— 에리트레아 해의 페리플러스, 챕터 38

타크티- 바히의 비문에는 마하라자 구드브하라(곤도파레스로 추측)의 연호 26년과 알려지지 않은 시대의 103년이라는 두 개의 날짜가 있다.

### 인도-파르티아인의 종교

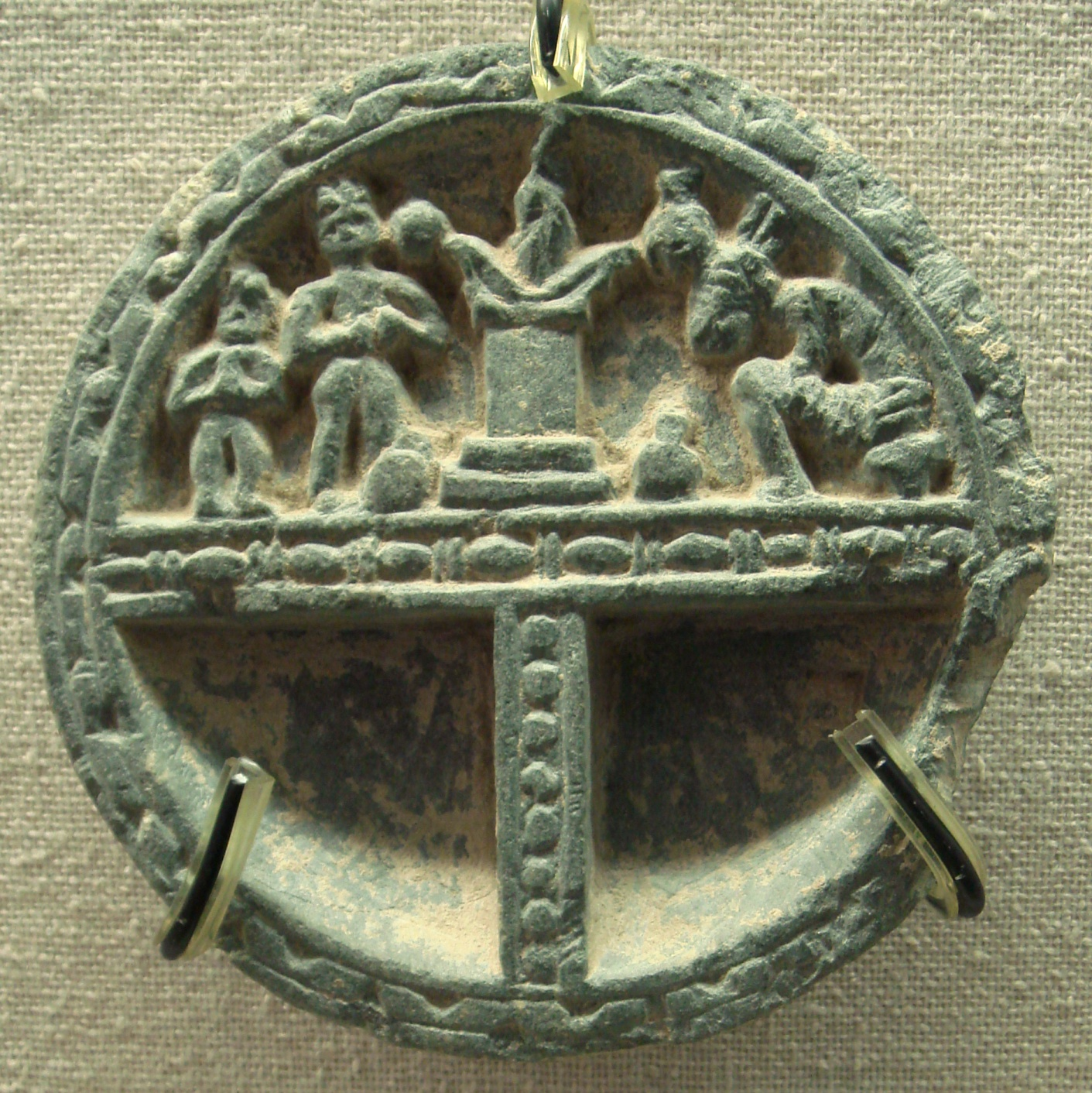
조로아스터교 불단의 신봉자.

인도-파르티아인들이 조로아스터교를 믿던 파르티아 제국과 종교적 갈등을 겪고 있다는 것은 알려졌으나 수렌 가문이 어떤 종교를 믿었는지는 알려진 바가 없다. 인도-그리스 왕국 또는 인도-스키타이 왕국과 달리 헌금, 비문 또는 심지어 전설적인 설명에서도 인도-파르티아 통치자들이 불교를 믿었다는 명시적인 기록은 없다. 또한 인도-파르티아 동전은 일반적으로 그리스 화폐를 밀접하게 따르지만 불교 트리라트나 기호를 표시하지 않으며 코끼리나 황소의 그림을 사용하지 않는다. 그들은 이란에서 전래된 조로아스터교를 믿었던 것으로 생각된다. 이 이란 신화 체계는 파키스탄의 페샤와르 - 카이베르파크툰크와 지역에서 통치했던 후기 쿠샨인들에 의해 계승되었다.
곤도파레스 1세 시대에 힌두교 신 시바의 주화도 발행된 것으로 밝혀졌다.

### 인도-파르티아 신봉자의 표상
그들의 동전과 간다라의 미술에서 인도-파르티아인은 짧은 크로스오버 재킷과 큰 헐렁한 바지로 묘사되며, 아마도 챕과 같은 오버 바지로 보완되었을 것이다. 그들의 재킷은 장식 반지 또는 메달로 장식되어 있다. 그들의 머리카락은 일반적으로 덥수룩하고 머리띠가 포함되어 있으며 이는 서기 1세기부터 파르티아인들이 주로 채택한 관행이다.
인도-파르티아 복장을 한 사람들은 때때로 불교의 경건한 장면에서 배우로 등장하기도 한다. 일반적으로 존 마샬이 탁실라 근처의 시르캅에서 발굴한 대부분의 유적은 인도-파르티아 층과 관련이 있는 것으로 여겨지지만, 최근의 학계에서는 인도-그리스 층과 관련이 있는 것으로 보는 경우도 있다. 이러한 고고학적 연구를 통해 많은 헬레니즘 유물과 불교 예배의 요소(스투파)가 결합된 유물이 발견되었다. 인근 잔디알과 같은 일부 다른 사원은 조로아스터교의 배화신전으로 사용되었을 수도 있다.

### 불교 회화
스키타이 후기에서 파르티아 층(2층, 1-60 AD)의 시르카프에서 발견된 조각상들은 그 당시 또는 파르티아 통치 이전에 이미 발달된 간다라 미술의 상태를 암시한다. 헬레니즘적인 신들로부터 다양한 간다라 평신도들에 이르는 다양한 조각상들은 부처와 보살들의 초기 표현들 중 일부로 생각되는 것과 결합된다. 오늘날, 간다라 미술이 정확히 언제 등장했는지는 아직도 불분명하지만, 시르카프도에서의 발견들은 이 미술이 쿠샨족이 등장하기 전에 이미 고도로 발달되었음을 나타낸다.

### 돌 팔레트
간다라에서 발견된 수많은 돌 팔레트는 인도-파르티아 예술의 좋은 대표자로 여겨진다. 이 팔레트는 파르티아 예술의 특징으로 여겨지는 표현의 정면성과 함께 그리스와 페르시아의 영향을 결합한다. 그러한 팔레트는 인도-그리스, 인도-스키타이 및 인도-파르티아 통치에 해당하는 고고학적 층에서만 발견되었고 본질적으로 이전의 마우리아 층 또는 이후의 쿠샨 층에 대해서는 알려져 있지 않다.
매우 자주 이 팔레트들은 신화적인 장면에서 그리스 복식을 한 사람들을 나타내지만, 그들 중 몇몇은 파르티아 복식을 한 사람들을 나타낸다(흐린 머리 위의 머리띠, 맨 가슴에 걸친 크로스오버 재킷, 보석, 벨트, 헐렁한 바지). 프라하의 나프르스테크 박물관의 팔레트는 인도-파르티아 왕이 다리를 꼬고 앉아 있고, 또한 파르티아 복식을 한 두 명의 수행원에 의해 둘러싸여 있는 것을 보여준다. 그들은 포도주를 마시고 서빙하는 모습이 보여진다.

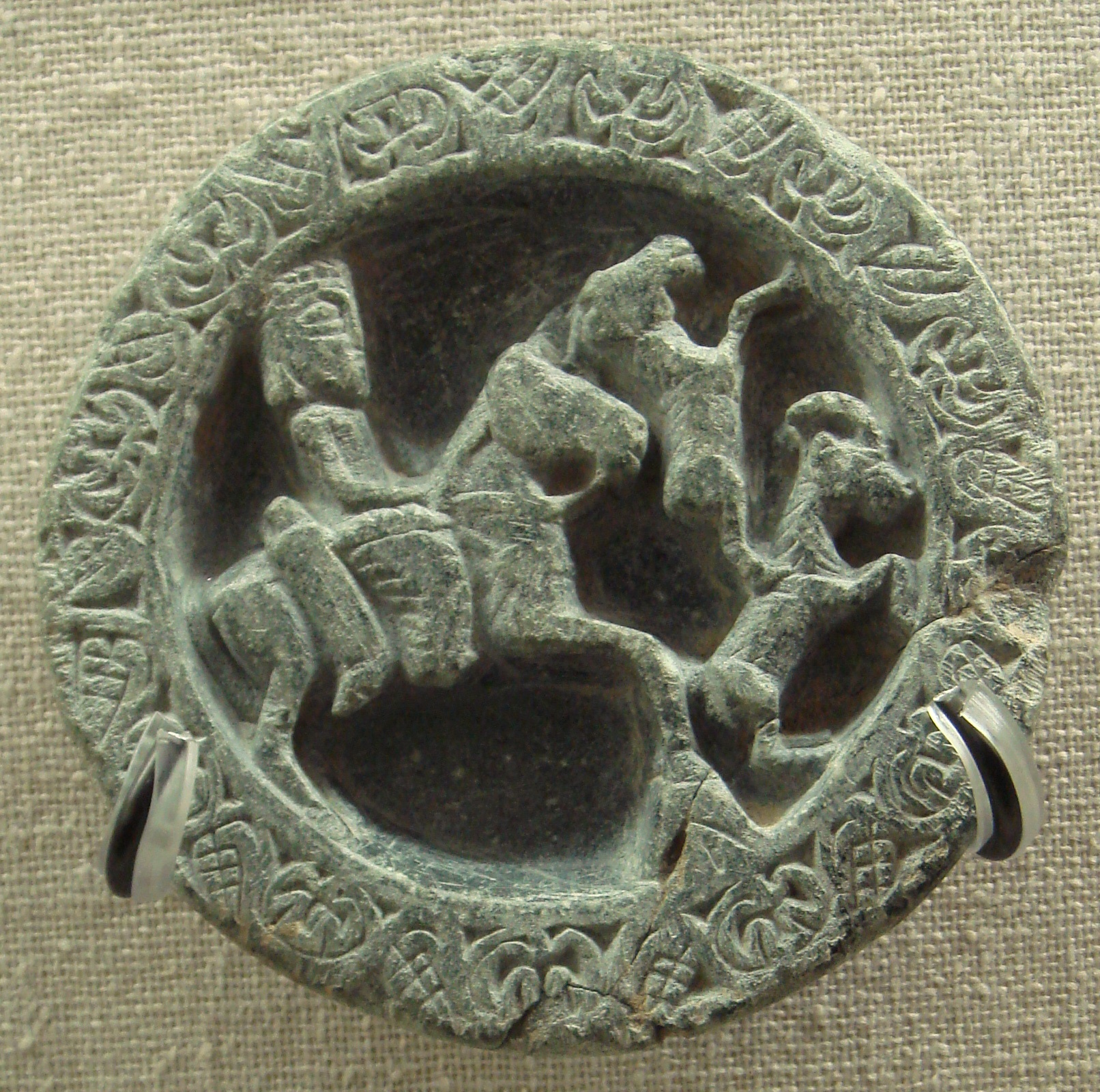
사냥하는 인도-파르티아인 남자
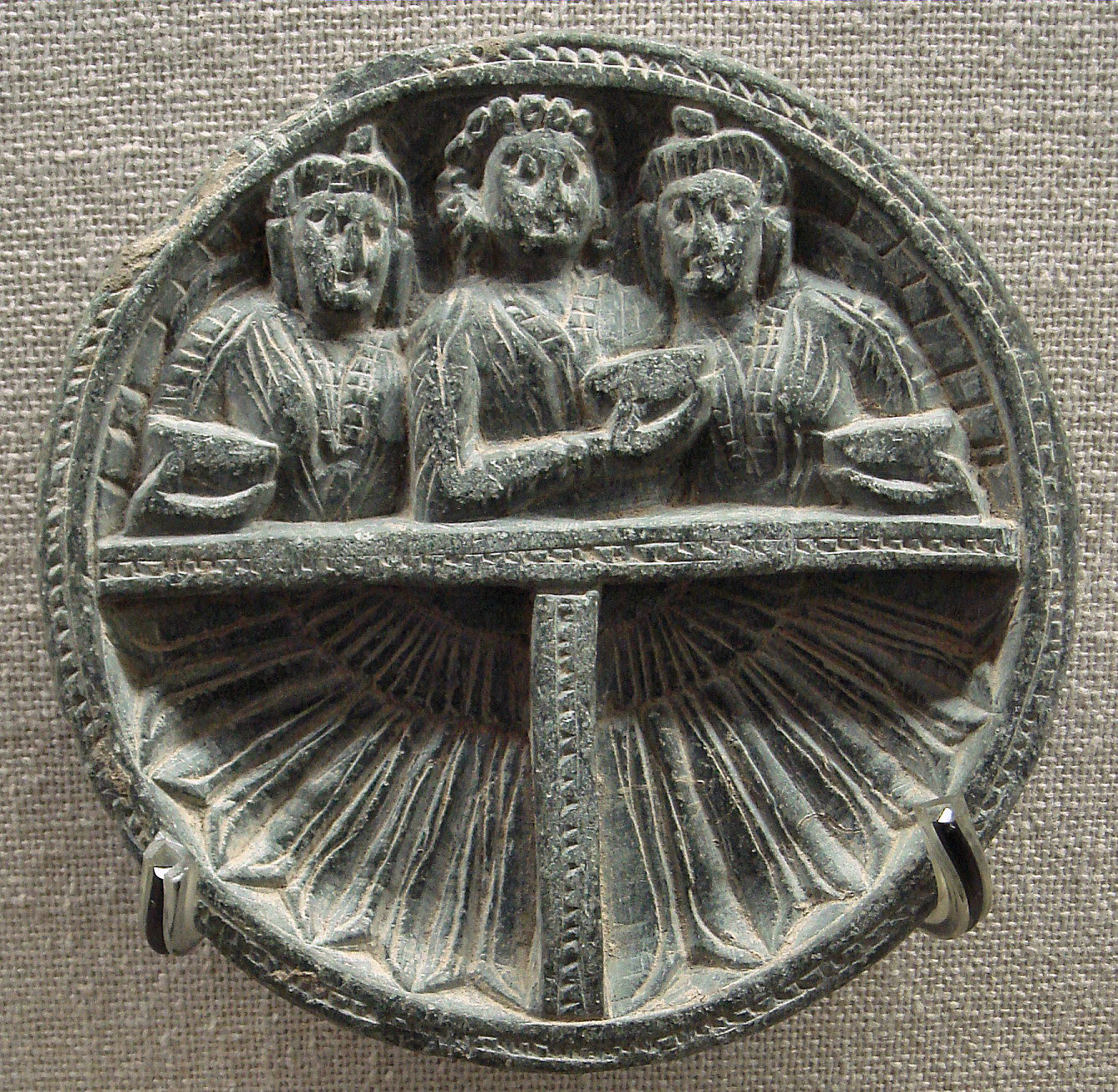
인도-파르티아 향연자.
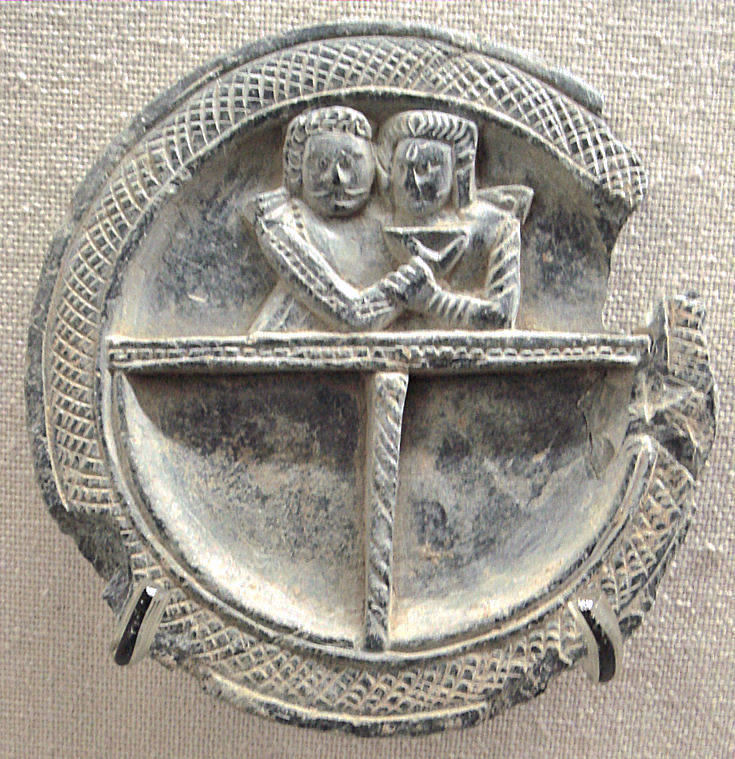
인도-파르티아인 커플

## 실크로드 불교 전파

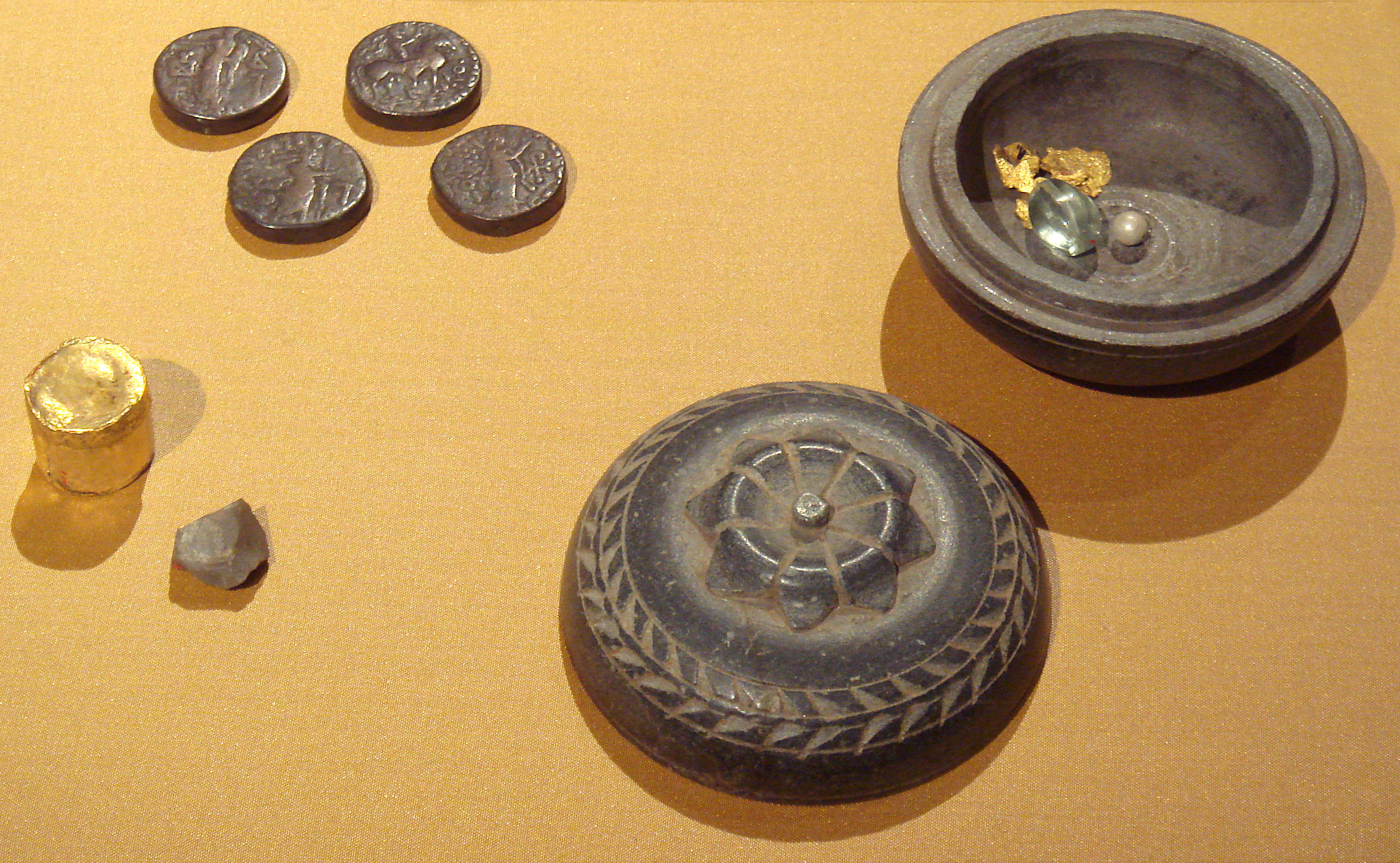
인도-파르티아 동전을 포함한 내용을 가진 간다라 불교 성물함. 서기 1세기.

226년 사산조에게 점령당한 후에도 파르티아 통치의 일부가 동방에 남아있었다. 2세기부터 몇몇 중앙아시아 불교 선교사들이 중국의 수도 낙양과 때로는 건업에서 활동했는데, 이들은 특히 번역 작업에서 두각을 나타냈다. 불교 경전을 중국어로 최초로 번역한 것으로 알려진 이들은 사실 파르티아 선교사들로, 중국어로 '안시'의 '안'이라는 파르티아 성으로 '아르사케스의 나라'라는 뜻으로 구별된다.
- 안세고 : 파르티아의 왕자로, 148년 ~ 170년 사이에 소승불교 경전을 중국어로 번역한 최초의 인물이다.
- 안현 : 파르티아의 상인으로, 서기 181년 중국에서 승려가 되었다.

## 주요 통치자

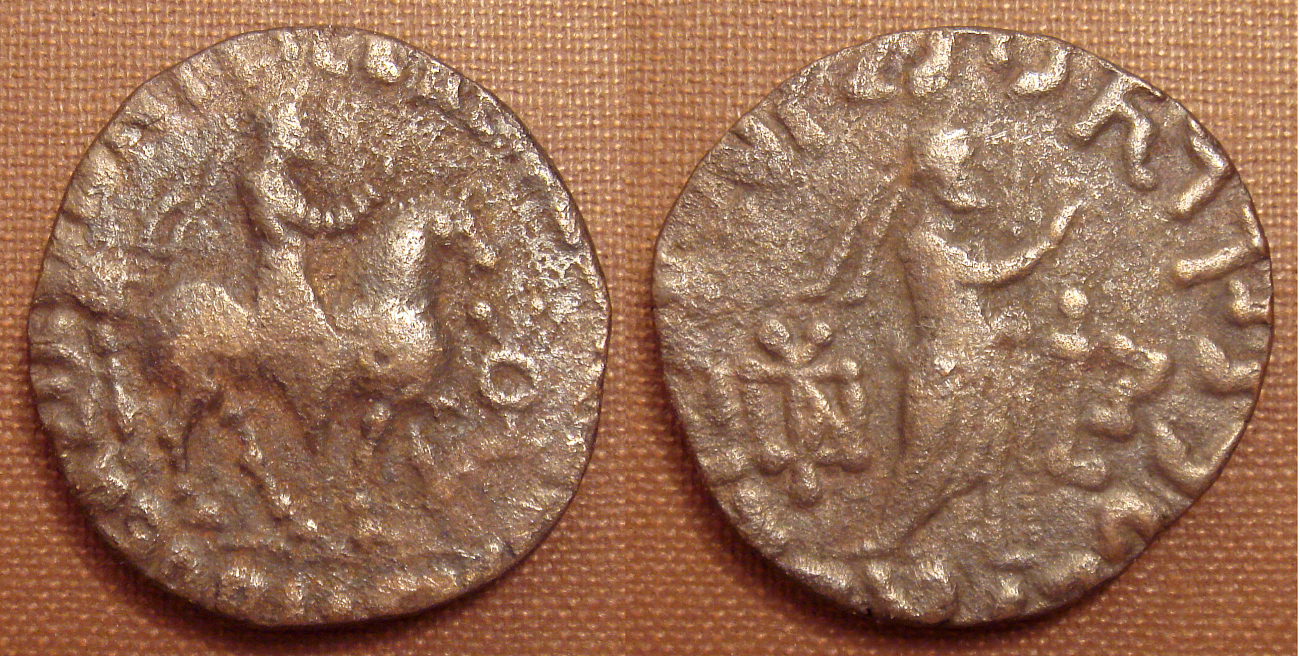
인도-파르티아 왕 아브다가세스의 동전으로, 그의 옷이 선명하다. 그는 헐렁한 바지를 입고 있는데, 다소 전형적인 파르티아 옷이다.

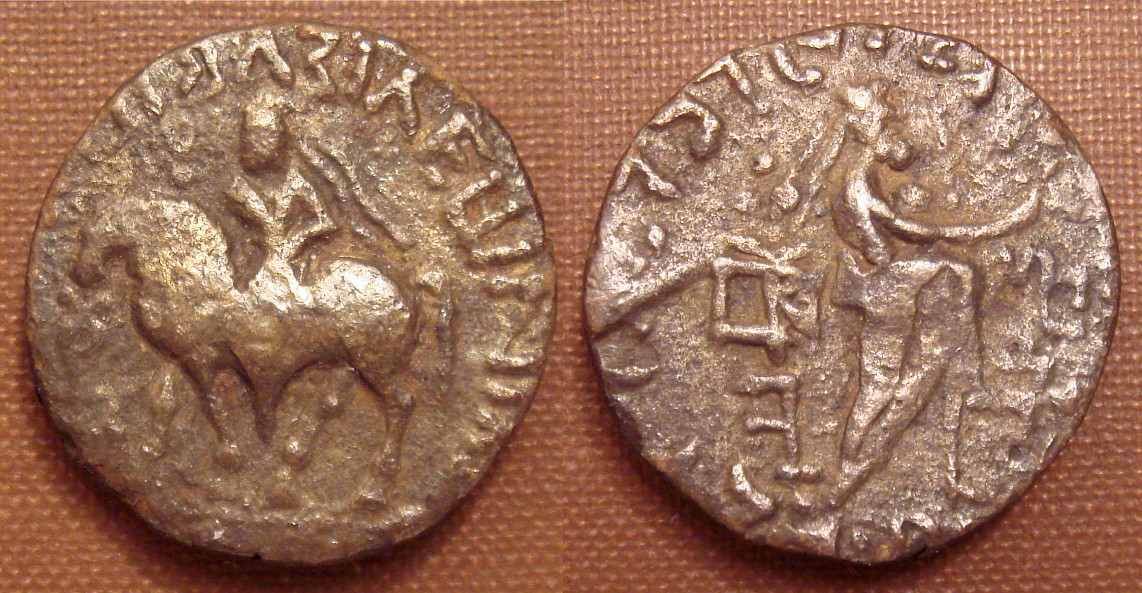
인도-파르티아 왕 아브다가세스의 동전으로, 그의 옷이 선명하다. 그는 헐렁한 바지와 크로스오버 재킷을 입고 있다.

- 곤도파레스 1세 (서기 19년 ~ 46년) 주화
- 곤도파레스 2세 사르페도네스 (1세기 ~ 20년)주화
- 아브다가세스 1세 (1세기) 주화
- 곤도파레스 3세 가다나, 아마도 오르타그네스 (20년 ~ 30년)
- 곤도파레스 4세 사세스 (1세기 중반)
- 우보자네스, (1세기 후반)
- 파코레스 (1세기 후반) 주화

## 같이 보기
- 인도-그리스 왕국
- 쿠샨 제국
- 월지
- 캄보자

### 인용주
1. ↑  "As a result, the Indo-Greek kingdom emerged to the south, but it did not exist long and was soon replaced by the Indo-Parthian kingdom."[3]

### 참조주
1. ↑  Gazerani 2015, 26쪽.
2. ↑  Ghosh, Suchandra (2016년 1월 11일), 〈Indo-Parthian Kingdom〉,   Dalziel, Nigel; MacKenzie, John M, 《The Encyclopedia of Empire》 (영어), Oxford, UK: John Wiley & Sons, Ltd, 1–2쪽, doi:10.1002/9781118455074.wbeoe038, ISBN 978-1-118-45507-4, 2023년 1월 28일에 확인함
3. ↑  Ellerbrock 2021, 117쪽.
4. ↑  Rezakhani 2017, 35쪽.
5. ↑  Olbrycht 2016, 25쪽.
6. ↑  "New light on the Paratarajas" Pankaj Tandon p.29-35
7. ↑  Photographic reference: "The dynastic art of the Kushans", Rosenfield, figures 278–279
8. ↑  The chronology of the Gondopharid kings has long been uncertain, predominantly based on coins. This reconstruction is based on "Indo-Scythian Coins and History IV" by Robert Senior, CNG 2006, as the four volumes of Senior's work provide an almost complete catalogue of the coinage of the period. Senior's chronology is based on the existence of only one king Azes, a theory that was vindicated when it was shown that a coin of the so-called Azes II was overstruck with a type attributed to Azes I (see Senior, "The final nail in the coffin of Azes II", Journal of the Oriental Numismatic Society 197, 2008).
9. ↑  Rosenfield, p129
10. ↑  A votive inscription of the 26th year of Gudavhara or Gondophares, is reported to have been found on a stone at Takht-i-Bahi, northeast of Peshawar with a date in the year 103 of an unspecified era reckoning. This era is likely to have been the Malva or Vikrama era, founded in 57 BCE, this would give a date of 20 CE for this king's ascension (see Hindu calendar). The stone was formerly in the museum at Lahore. The point is especially important for those Christians who consider that a germ of history is embedded in the Acts of Thomas.
11. ↑  Gazerani 2015, 26–27쪽.
12. ↑  Mitchiner, Michael (1975). 《Indo-Greek and Indo-Scythian Coinage》 (영어). Hawkins Publications. 779쪽. ISBN 978-0-904173-12-3.
13. 1 2 3  Mitchiner, Michael (1978). 《The Ancient & Classical World, 600 B.C.-A.D. 650》 (영어). Hawkins Publications. ISBN 978-0-904173-16-1. Pakores was succeeded in the office of Great King by Sanabares (c. AD 135-160). The much reduced Indo-Parthian realm then split into its two geographical constituents. These now became the Kingdom of Turan whose king was named Pahares and the Kingdom of Sakastan ruled by a second king bearing the name Sanabares (c. AD 160-175). These two kingdoms, Turan and Sakastan, were to persist until the first Sasanian Emperor, Ardeshir I, about AD 230. Both then became vassal kingdoms within the Sasanian Empire. Tabari recorded the submission made by the King of Turan which transpired when Ardeshir was at Gor: then envoys of the king of the Kushan, of the kings of Turan and Mokran came to him with declarations of their submission.
14. ↑  Bracey, Robert (2012년 1월 1일). “The Mint Cities of the Kushan Empire”. 《The City and the Coin in the Ancient and Early Medieval World》 (BAR International Series 2402): 124.
15. ↑  see Senior, "The final nail in the coffin of Azes II".
16. ↑  Description of the Hellenistic urbanism of Taxila:
17. ↑  “(Life of Apollonius Tyana, II 29)”. 2016년 3월 7일에 원본 문서에서 보존된 문서. 2021년 1월 2일에 확인함.
18. ↑  “(Life of Apollonius Tyana, II 31)”. 2016년 3월 3일에 원본 문서에서 보존된 문서. 2021년 1월 2일에 확인함.
19. ↑  “(Life of Apollonius Tyana, II 29)”. 2016년 3월 7일에 원본 문서에서 보존된 문서. 2021년 1월 2일에 확인함.
20. ↑  “(Life of Apollonius Tyana, II 31)”. 2016년 3월 3일에 원본 문서에서 보존된 문서. 2021년 1월 2일에 확인함.
21. ↑  “Periplus of the Erythraean Sea, Chap 38”. 2014년 8월 14일에 원본 문서에서 보존된 문서. 2021년 1월 2일에 확인함.
22. ↑  Periplus of the Erythraean Sea, Chap 38
23. ↑  Rosenfield, p130.
24. ↑  Gazerani, Saghi (2015년 11월 27일). 《The Sistani cycle of epics and Iran's national history : on the margins of historiography》 (영어). Brill. 111쪽. ISBN 9789004282964. 2019년 1월 9일에 확인함.
25. ↑  Gondophares I Indological researches in India: selected works of Prof. K.D. Bajpai
26. ↑  Anthropological Papers of the American Museum of Natural History, Volume 46 Pg. 274
27. ↑  Described in "Rome's enemies, Parthians and Sassanid Persians", ISBN 0-85045-688-6
28. ↑  "Parthians, from about the 1st century AD, seem to have preferred to show off their carefully tonsured hair, usually only wearing a fillet of thick ribbon; before then, the Scythian cap or bashlyk was worn more frequently". In "Parthians and Sassanid Parthians" Peter Willcox ISBN 0-85045-688-6, p12
29. ↑  Pierfrancesco Gallieri, in "Crossroads of Asia": "The parallels are so striking that it is not excluded that the objects discovered in Taxila and dated to between the 1st century BCE and the 1st century CE were in reality produced earlier, maybe by artisans who had followed the Greeks kings during their retreat from Bactria to India" p211 (in French in the original)
30. ↑  "Let us remind that in Sirkap, stone palettes were found at all excavated levels. On the contrary, neither Bhir-Mound, the Maurya city preceding Sirkap on the Taxila site, nor Sirsukh, the Kushan city succeeding her, did deliver any stone palettes during their excavations", in "Les palettes du Gandhara", p89. "The terminal point after which such palettes are not manufactured anymore is probably located during the Kushan period. In effect, neither Mathura nor Taxila (although the Sirsukh had only been little excavated), nor Begram, nor Surkh Kotal, neither the great Kushan archaeological sites of Soviet Central Asia or Afghanistan have yielded such objects. Only four palettes have been found in Kushan-period archaeological sites. They come from secondary sites, such as Garav Kala and Ajvadz in Soviet Tajikistan and Jhukar, in the Indus Valley, and Dalverzin Tepe. They are rather roughly made." In "Les Palettes du Gandhara", Henri-Paul Francfort, p91. (in French in the original)

## 참고 문헌
- Bosworth, Clifford Edmund (1997). "Sīstān". The Encyclopedia of Islam, New Edition, Volume IX: San–Sze. Leiden, and New York: BRILL. pp. 681–685. ISBN 9789004082656.
- Schmitt, R. (1995). "DRANGIANA". Encyclopaedia Iranica, Vol. II, Fasc. 5. pp. 534–537.
- Frye, Richard Nelson (1984). 《The History of Ancient Iran》. C.H.Beck. 1–411쪽. ISBN 9783406093975. The history of ancient iran.
- Gazerani, Saghi (2015). 《The Sistani Cycle of Epics and Iran's National History: On the Margins of Historiography》. BRILL. 1–250쪽. ISBN 9789004282964.
- Bivar, A. D. H. (2002). "GONDOPHARES". Encyclopaedia Iranica, Vol. XI, Fasc. 2. pp. 135–136.
- Olbrycht, Marek Jan (2016). 〈Dynastic Connections in the Arsacid Empire and the Origins of the House of Sāsān〉.   Curtis; Pendleton; Alram; Daryaee. 《The Parthian and Early Sasanian Empires: Adaptation and Expansion》. Oxbow Books. ISBN 9781785702082.
- Rezakhani, Khodadad (2017). 《ReOrienting the Sasanians: East Iran in Late Antiquity》. Edinburgh University Press. 1–256쪽. ISBN 9781474400305.